# تصویر رام

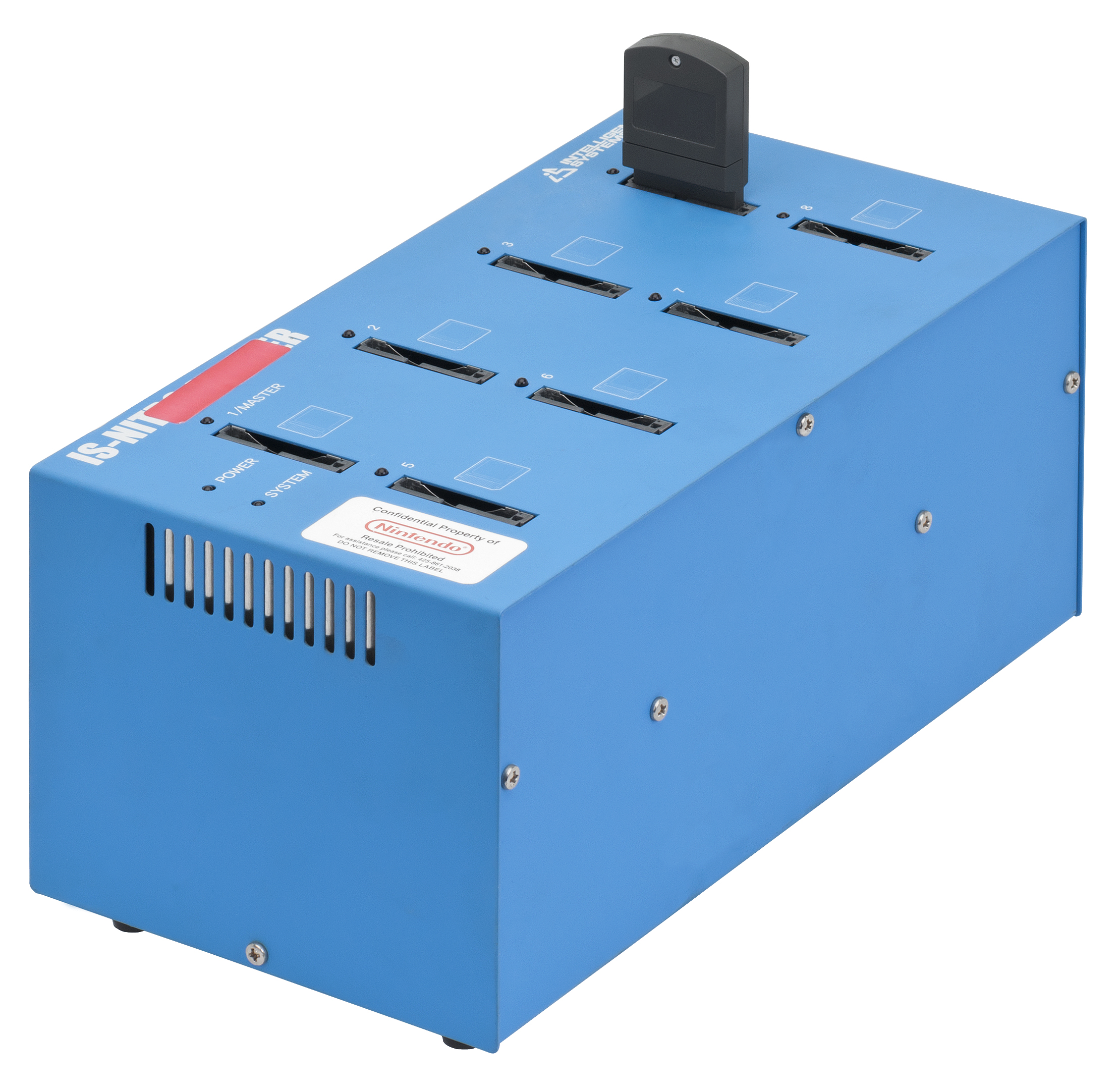
رایتر سیستم هوشمند رام برای Nintendo DS

تصویر رام (انگلیسی: ROM image) یا فایل رام یک فایل دیجیتال/کامپیوتری است که یک کپی برابر از اطلاعات و داده‌های یک تراشه از نوع حافظه فقط خواندنی را ارائه می‌دهد.
تصویر رام معمولاً از روی رام کارتریج کنسول‌های بازی ویدئویی توسط یک دستگاه به نام «ROM burner» یا «ROM dumping» ایجاد می‌شود.